# 德國快速部隊師
Division Schnelle Kräfte （快速部队师）的前身是Division Spezielle Operationen （特种作战师），是德国陆军的一个空降师。其总部员工设在施塔特阿伦多夫 。它被创建为第 1 空降师 ( 1. Luftlandedivision ) 于 1956 年成立，并于 1994 年和 2001 年两次改名为空中机动部队司令部/第 4 师 ( Kommando Luftbewegliche Kräfte/4.师）、特种作战师，最后是快速部队师。该师领导着三个战斗旅和特种部队，所有这些部队都是完全空中机动的。 2014 年 6 月，作为德国和荷兰两国军事合作的一部分，荷兰第 11 空中机动旅完全并入该师，2017 年，罗马尼亚第 81 机械化旅也效仿。 

## 历史
第一空降师创建于1956年，其主要任务是作为华沙条约组织敌后反击的骨干力量，并对突破盟军前线的敌情作出反应。这支部队的第一批指挥官是杰出的伞兵将军，如伯恩-冯-贝尔和汉斯-克洛，他们都是铁十字骑士勋章的获得者。第一空降师在整个冷战期间一直存在，并在1994年被解散。空中运输部队的能力最终被空中机动部队司令部/第4师所取代，这个师级规模的编队的职责转移到了当今更复杂的场景中。
这主要是因为在1994年和1997年发生的两起事件中，德国公民难以从卢旺达和阿尔巴尼亚获救，有一次甚至是由外国军队进行救援，因为德国军队缺乏足够的力量来自行开展疏散行动。现有的三个旅中的一个旅（"黑森林 "第25空降旅）被抽调出来，作为德国陆军新的特种部队--Kommando Spezialkräfte的总部。
该师的首次海外部署发生在 1961 年，当时该师的部队在一场毁灭性地震后向摩洛哥提供了人道主义援助。第 1 空降师或其继任者从那里向索马里、克罗地亚、阿尔巴尼亚、波斯尼亚、科索沃、阿富汗和刚果部署了部队。伞兵在阿富汗进行了广泛的行动。该师的第 263 伞兵营已授予其成员四项全国最高的英勇奖章，是德国陆军中获得荣誉最多的单位。
在德国武装部队改组后，特别行动师被调入新的快速部队师（德语：Division Schnelle Kräfte）。
2014 年 6 月，荷兰皇家陆军11 Luchtmobiele 旅（第 11 空中机动旅）加入该师。荷兰军队将继续驻扎在荷兰，但将与德国军队合作进行训练和演习。   

## 结构
- 快速部队师(Division Schnelle Kräfte)，位于Stadtallendorf
  -   Stadtallendorf 快速部队参谋和通讯连
  -  第 1 空降旅(Luftlandebrigade 1)，位于萨尔路易斯
  -  第 11 空中机动旅(11 Luchtmobiele Brigade)，位于沙尔斯贝亨[5]
  -  第 23 山地猎兵旅（Gebirgsjägerbrigade 23），位于巴特赖兴哈尔
  -  卡尔夫特种部队司令部(Kommando Spezialkräfte) (KSK)
  -  直升机司令部(Kommando Hubschrauber)，位于比克堡[6]
    -  第 10 运输直升机团 (Transporthubschrauberregiment 10)，位于法斯贝格
    -  第 30 运输直升机团 (Transporthubschrauberregiment 30)，位于下施泰滕
    -  第 36 攻击直升机团 (Kampfhubschrauberregiment 36)，在弗里茨拉尔空军基地
    -  国际直升机培训中心 (Internationales Hubschrauberausbildungszentrum)，位于比克堡